# Peak District (circonscription du Parlement européen)
Avant l’adoption uniforme de la représentation proportionnelle en 1999, le Royaume-Uni utilisait le système uninominal à un tour pour les élections européennes en Angleterre, en Écosse et au pays de Galles. Les conscriptions du Parlement européen utilisées dans ce système étaient plus petites que les circonscriptions régionales les plus récentes et ne comptaient chacune qu'un seul membre au Parlement européen.
La circonscription de Peak District en faisait partie.
Il a été nommé d'après le Peak District dans les East Midlands et se composait des circonscriptions parlementaires du Parlement de Westminster de Amber Valley, Ashfield, Broxtowe, Erewash, High Peak, Staffordshire Moorlands et West Derbyshire.

## Membre du Parlement européen
| Élection                    | Élection | Portrait | Membre          | Parti        |
| --------------------------- | -------- | -------- | --------------- | ------------ |
|                             | 1994     |          | Arlene McCarthy | Travailliste |
| 1999 circonscription abolie |          |          |                 |              |